# Belba paracorynopus
Belba paracorynopus är en kvalsterart som beskrevs av Bulanova-Zachvatkina 1962. Belba paracorynopus ingår i släktet Belba och familjen Damaeidae. Inga underarter finns listade.